# The Zero Theorem
The Zero Theorem ("Nollteoremet") är en brittisk-amerikansk science fiction-film från 2013 i regi av Terry Gilliam, med Christoph Waltz och Mélanie Thierry i huvudrollerna. Den handlar om ett misantropiskt datorgeni som har isolerat sig för att arbeta fram en formel som ska bevisa att det inte finns någon mening med livet. Filmens tillkomst tog sammanlagt ett år, vilket var ovanligt snabbt för att vara en film av Gilliam. Inspelningen skedde i Bukarest.
Filmen hade premiär vid filmfestivalen i Venedig 2013 där den visades i huvudtävlan.

## Medverkande
- Christoph Waltz som Qohen Leth
- Mélanie Thierry som Bainsley
- David Thewlis som Joby
- Lucas Hedges som Bob
- Matt Damon som Management
- Tilda Swinton som Dr. Shrink-Rom
- Sanjeev Bhaskar som doktor 1
- Peter Stormare som doktor 2
- Ben Whishaw som doktor 3
- Dana Rogoz som pizzatjej
- Emil Hostina som klon 1
- Pavlic Nemes som klon 2